# Wunschkind
Wunschkind (en español, "Niño/a deseado") es el cuarto álbum de la banda alemana de metal industrial Oomph!, siendo el último publicado por Dynamica Records en 1996 y del cual tuvo nula promoción, sin publicación de ningún sencillo ni vídeo. 
Musicalmente, el álbum es muy diferente del anterior, Oomph! fue lejos de la rigidez y la agresión como en “Defekt”; fuertes teclados, junto con los sonidos de guitarra pesados caracterizan todo el álbum. A pesar de que la banda consideran como "el peor", la mayoría de los críticos y aficionados apreciaron el álbum como positivo, ya que la combinación de la música y las letras crean emociones, totalmente coherentes con el tema declarado del álbum, el tema del abuso infantil.
El tema “INRI vs. Jahwe”, se ha utilizado en un juego de ordenador llamado “Command & Conquer”.

## Lista de canciones
| N.º | Título                      | Traducción                | Duración |  |
| 1.  | «Born – Praised – Kissed»   | Nacido – Alabado – Besado | 7:30     |  |
| 2.  | «Wunschkind»                | Niño/a deseado            | 5:33     |  |
| 3.  | «You've got it»             | Lo has conseguido         | 5:34     |  |
| 4.  | «Down in this hole»         | Sumido en este Hoyo       | 4:18     |  |
| 5.  | «Wälsungenblut»             | La sangre de los Wälsung  | 2:26     |  |
| 6.  | «Krüppel»                   | Lisiado                   | 3:35     |  |
| 7.  | «My Soubrette»              | Mi Soubrette              | 6:31     |  |
| 8.  | «Mind over matter»          | Mente sobre Materia       | 4:33     |  |
| 9.  | «Filthy Playground»         | Inmunda zona de juegos    | 3:51     |  |
| 10. | «I.N.R.I vs. Jahwe»         | INRI vs. YAHVEH           | 5:15     |  |
| 11. | «Song for whoever»          | Canción para quien sea    | 4:17     |  |
| 12. | «Der Alptraum der Kindheit» | La Pesadilla de la Niñez  | 2:25     |  |

## Curiosidades
- Este disco no tuvo ninguna clase de promoción, ni siquiera se lanzó algún sencillo para promocionar el disco, por lo cual es obvio que comercialmente no les fue nada bien. Se cree que el motivo a no hacer tal promoción se debe a que la banda en aquella época pasaba por un problema con su disquera, Dynamica, la cual dejó de apoyarlos lo suficiente, por lo cual se cree que durante el tiempo que la banda partía de su disquera, estaban lanzando al mercado "Wunschkind".
- Este álbum se convirtió en un disco de culto en la base de fanes de Alemania y el resto del mundo, ya que trata sobre el maltrato y el abuso infantil, con una fuerte carga de sentimientos, aunque al Sr. Goi no le guste.
- El sencillo que se tenía pensado lanzar de "Wunschkind" sería "Krüppel". Incluso los temas que vendrían en el CD ya estaban elaborados, sin embargo, tras la cancelación de este sencillo, estos fueron archivados y lanzados posteriormente en el compilado que lanzó Dynamica tras la partida de la banda, 1991-1996: The Early Works. También dichos lados b se incluyeron en la reedición del 2004.
- El pedazo de un artículo de un periódico sobre el abuso infantil (del cual se cree que fue el que la banda usó para inspirarse a titular el álbum), fue usado para la portada de la edición especial.